# Haltérophilie aux Jeux olympiques de la jeunesse de 2018
Navigation
Édition précédente Édition suivante
Les épreuves d'haltérophilie aux Jeux olympiques de la jeunesse de 2018 ont lieu au Parque Olímpico de la Juventud de Buenos Aires, en Argentine, du 7 au 13 octobre 2018.

## Podiums

### Compétition Garçons

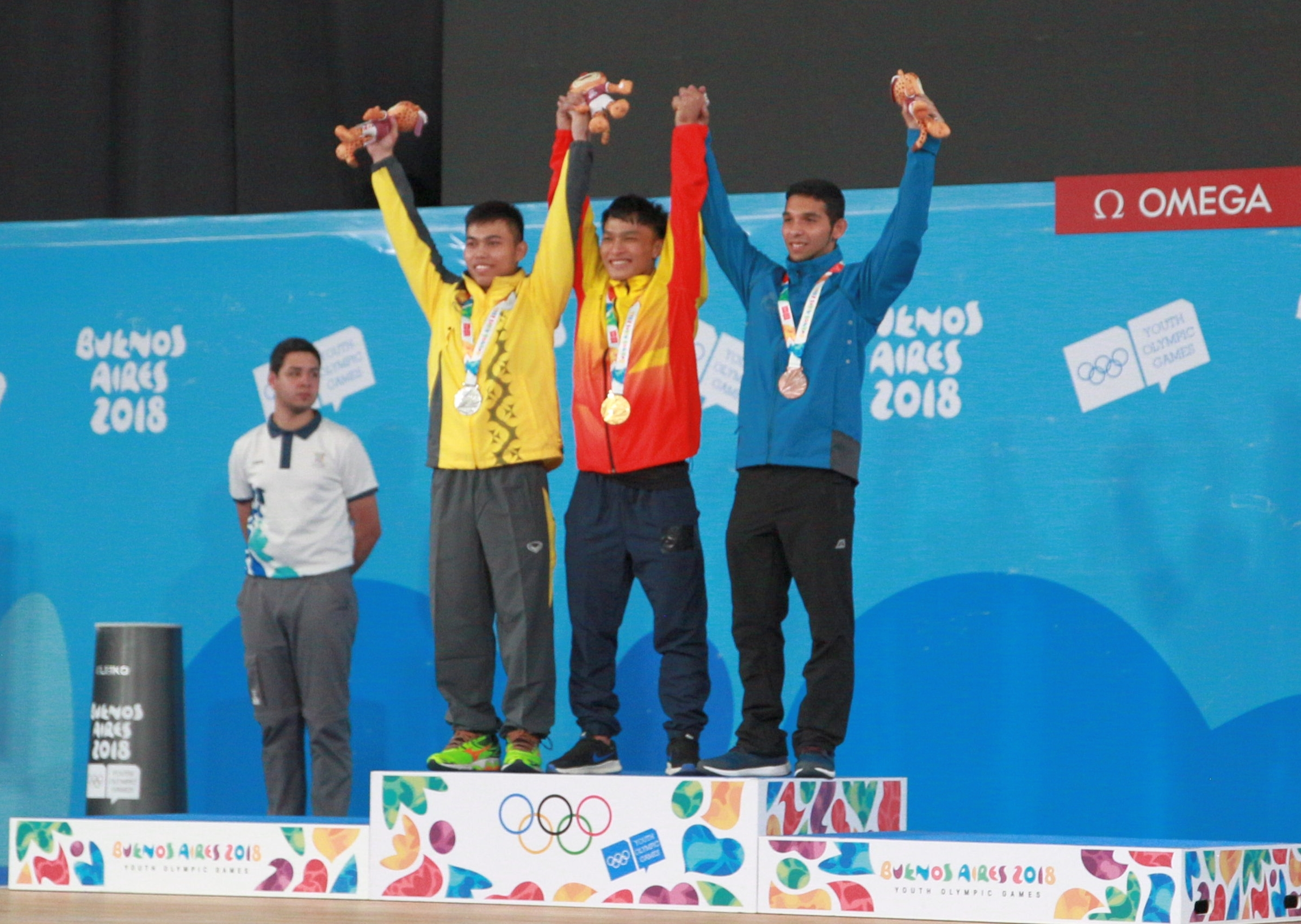
56 kg
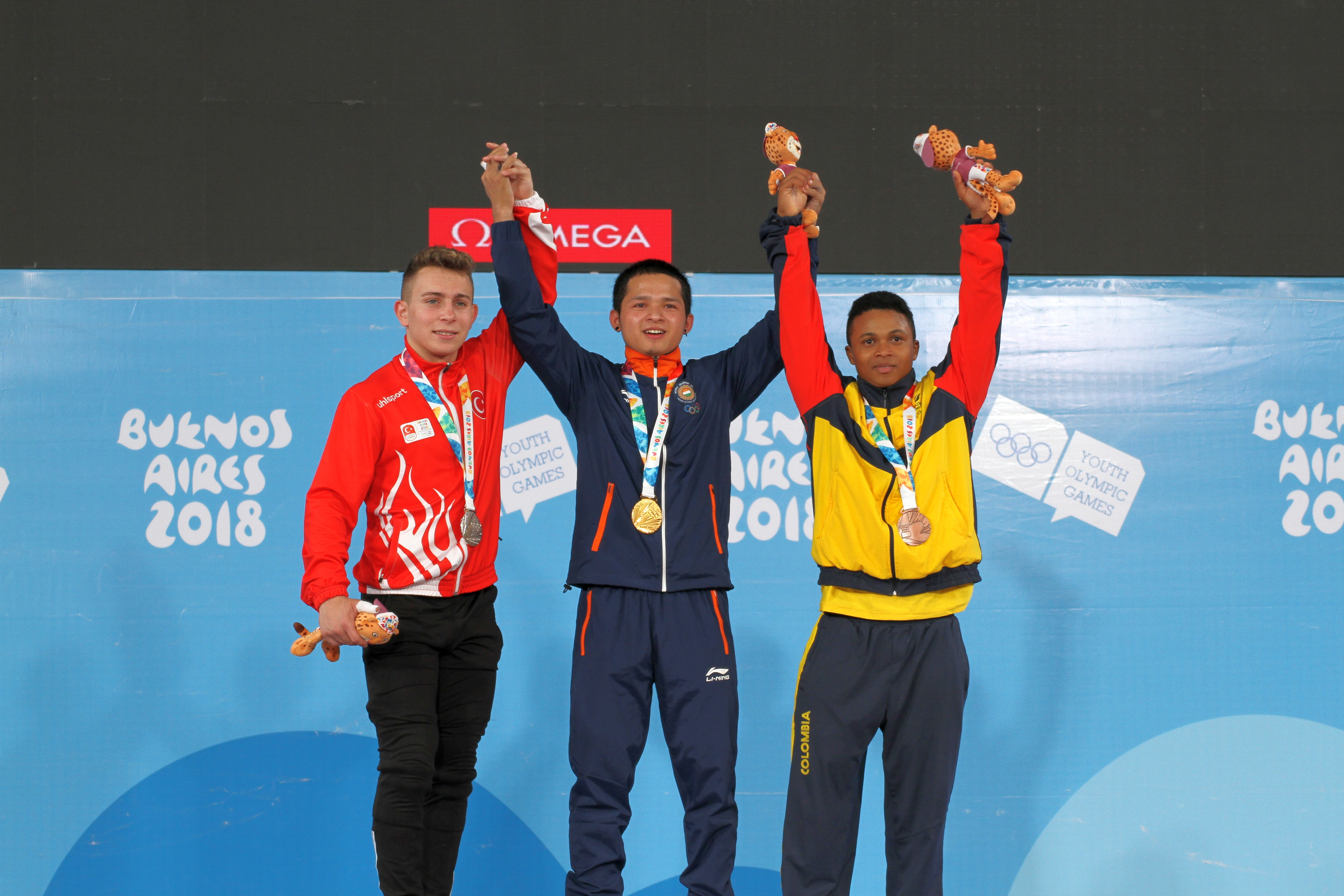
62 kg

| Événement | Or                 | Argent                     | Bronze                           |
| --------- | ------------------ | -------------------------- | -------------------------------- |
| -56 kg    | Ngô Sơn Đỉnh       | Natthawat Chomchuen        | František Polák                  |
| -62 kg    | Jeremy Lalrinnunga | Caner Toptaş               | Estiven Jose Villar Manjarrés    |
| -69 kg    | Muhammed Özbek     | Archil Malakmadze          | Mauricio Cristofer Canul Facundo |
| -77 kg    | Karen Margaryan    | Mukhammadkodir Toshtemirov | Abdalla Galal Mohamed Mostafa    |
| -85 kg    | Cristiano Ficco    | Tarmenkhan Babayev         | Ali Yousef Alothman              |
| +85 kg    | Alireza Yousefi    | Hristo Hristov             | Enzo Kuworge                     |

- 56 kg
- 62 kg

### Compétition Filles
| Événement | Or                             | Argent                      | Bronze           |
| --------- | ------------------------------ | --------------------------- | ---------------- |
| -44 kg    | Katherin Echandia              | Nguyễn Thị Thu Trang        | Nida Karasakal   |
| -48 kg    | Yesica Yadira Hernández Vieyra | Yineth Milena Santoya Ortiz | Mihaela Cambei   |
| -53 kg    | Sabina Baltag                  | Kely Valentina Junkar Acero | Nur Vinatasari   |
| -58 kg    | Ghofrane Belkhir               | Neama Said Fahmi Said       | Peyton Brown     |
| -63 kg    | Kumushkhon Fayzullaeva         | Thipwara Chontavin          | Galya Shatova    |
| +63 kg    | Supatchanin Khamhaeng          | Dilara Narin                | Dolera Davronova |

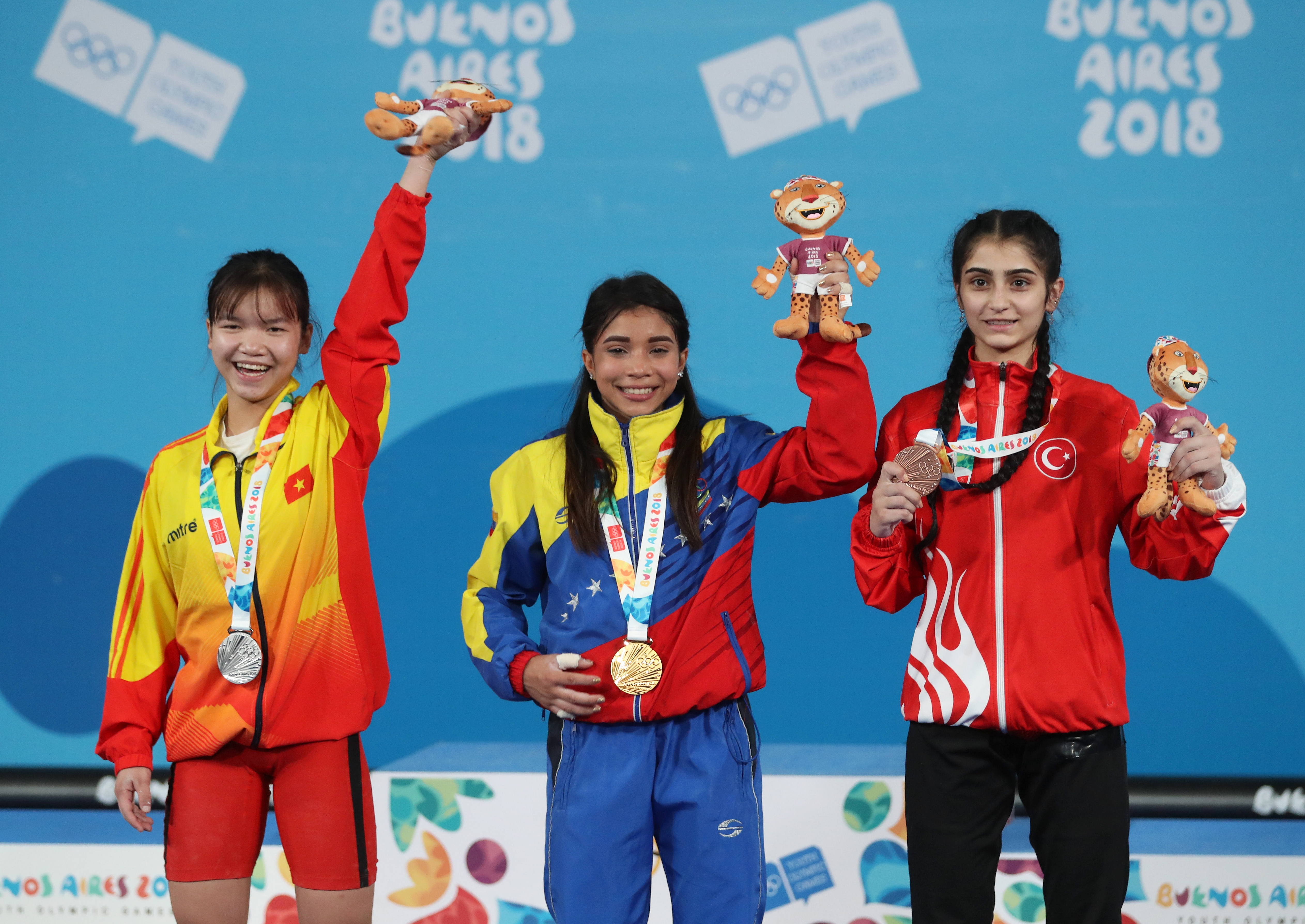
44 kg
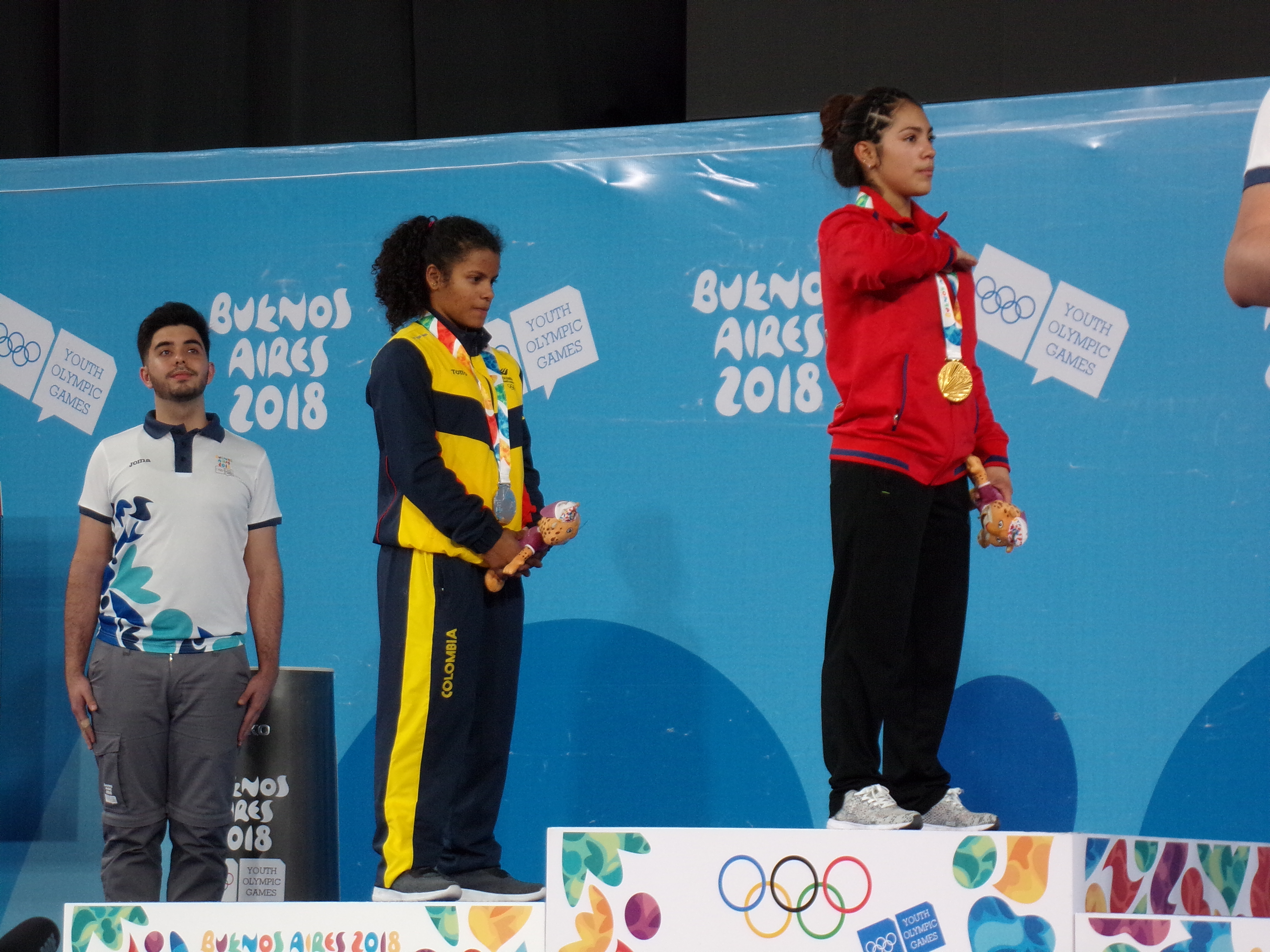
48 kg
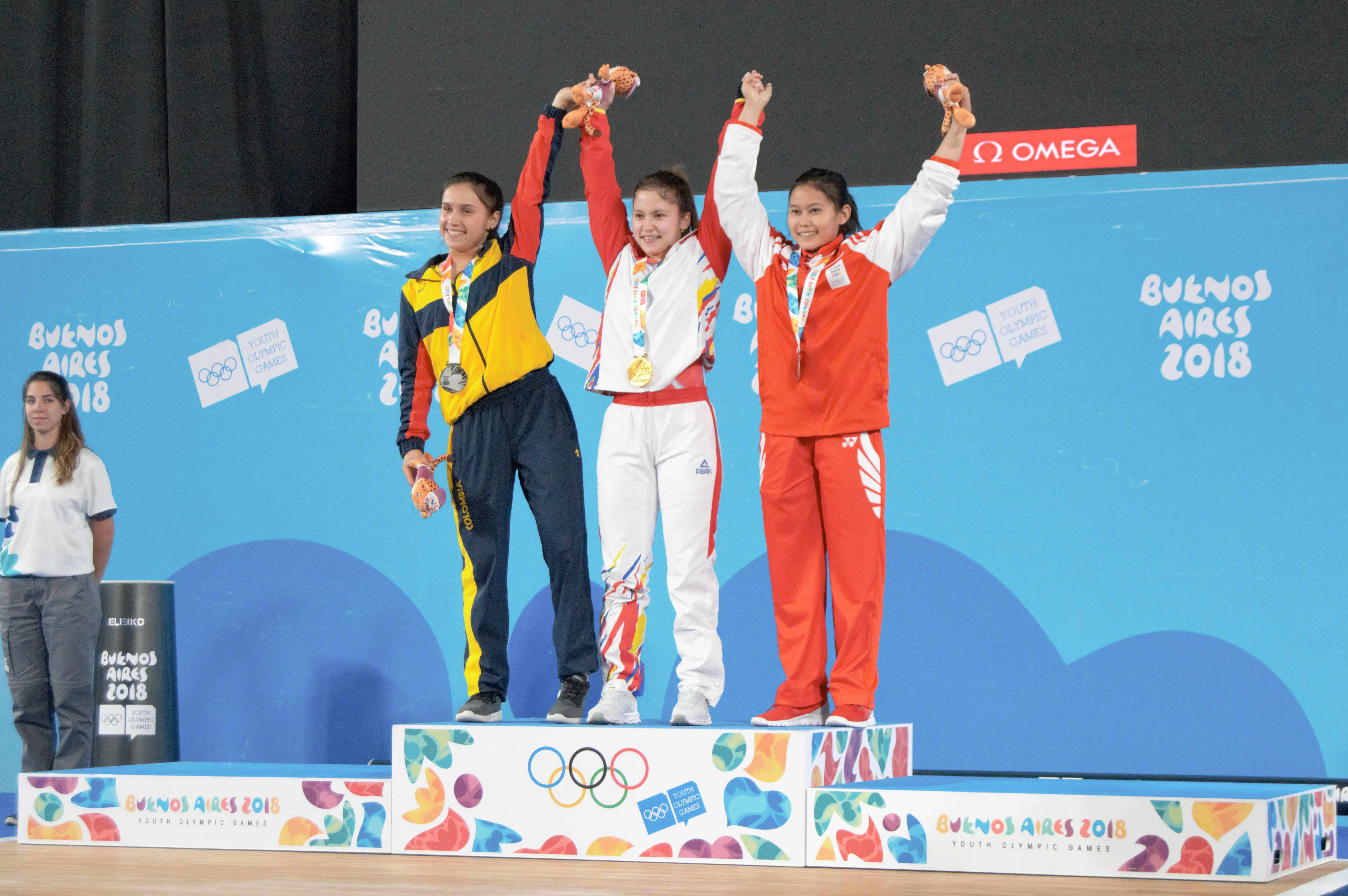
53 kg
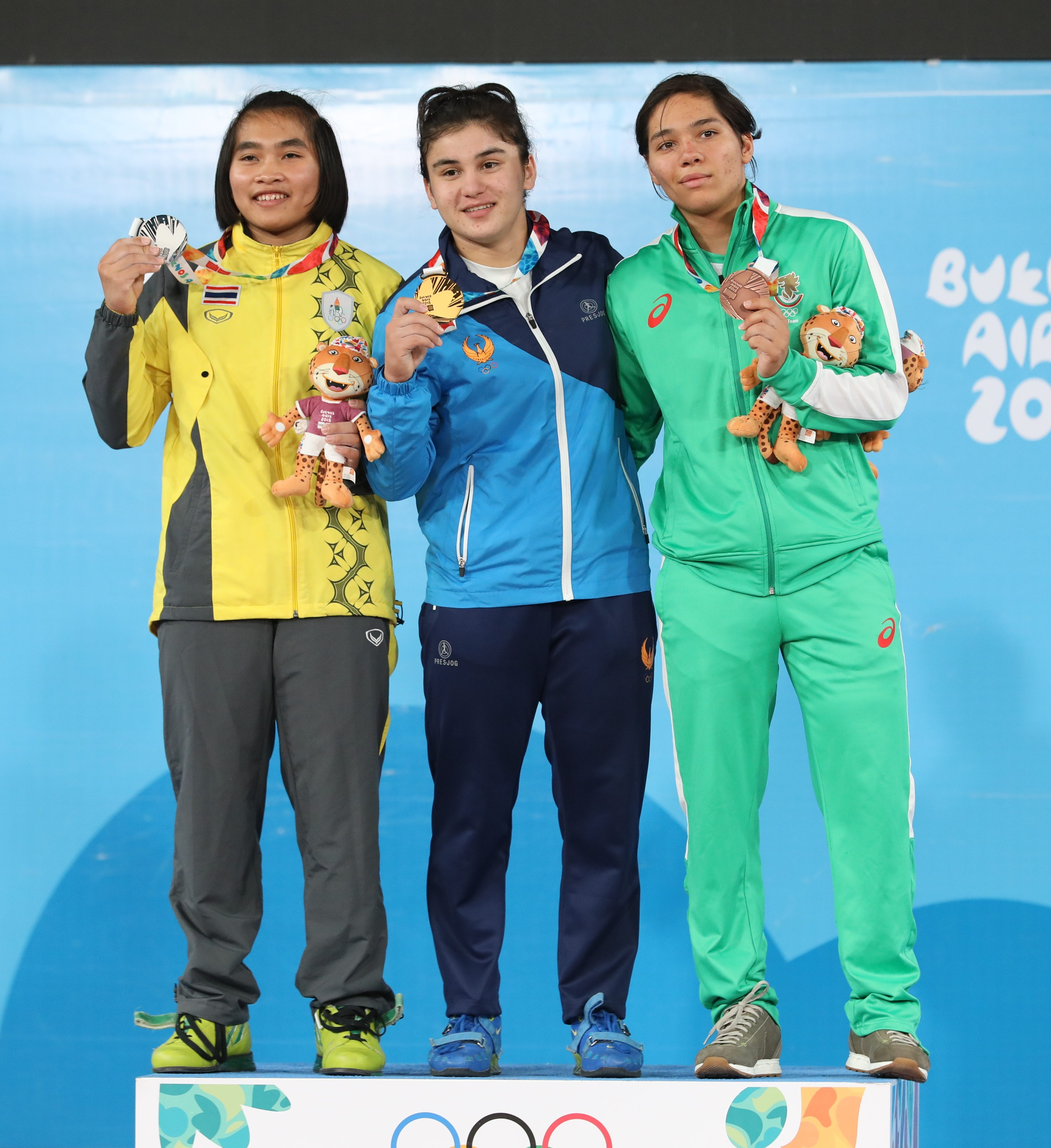
63 kg